# Francisco Morato
Francisco Morato ist eine Stadt im brasilianischen Bundesstaat São Paulo und gehört zur Metropolregion São Paulo. Sie hatte 2020 etwa 177.600 Einwohner auf einer Fläche von 49,164 km².

## Geschichte
Bis 1965 war Francisco Morato ein Teil von Franco da Rocha.

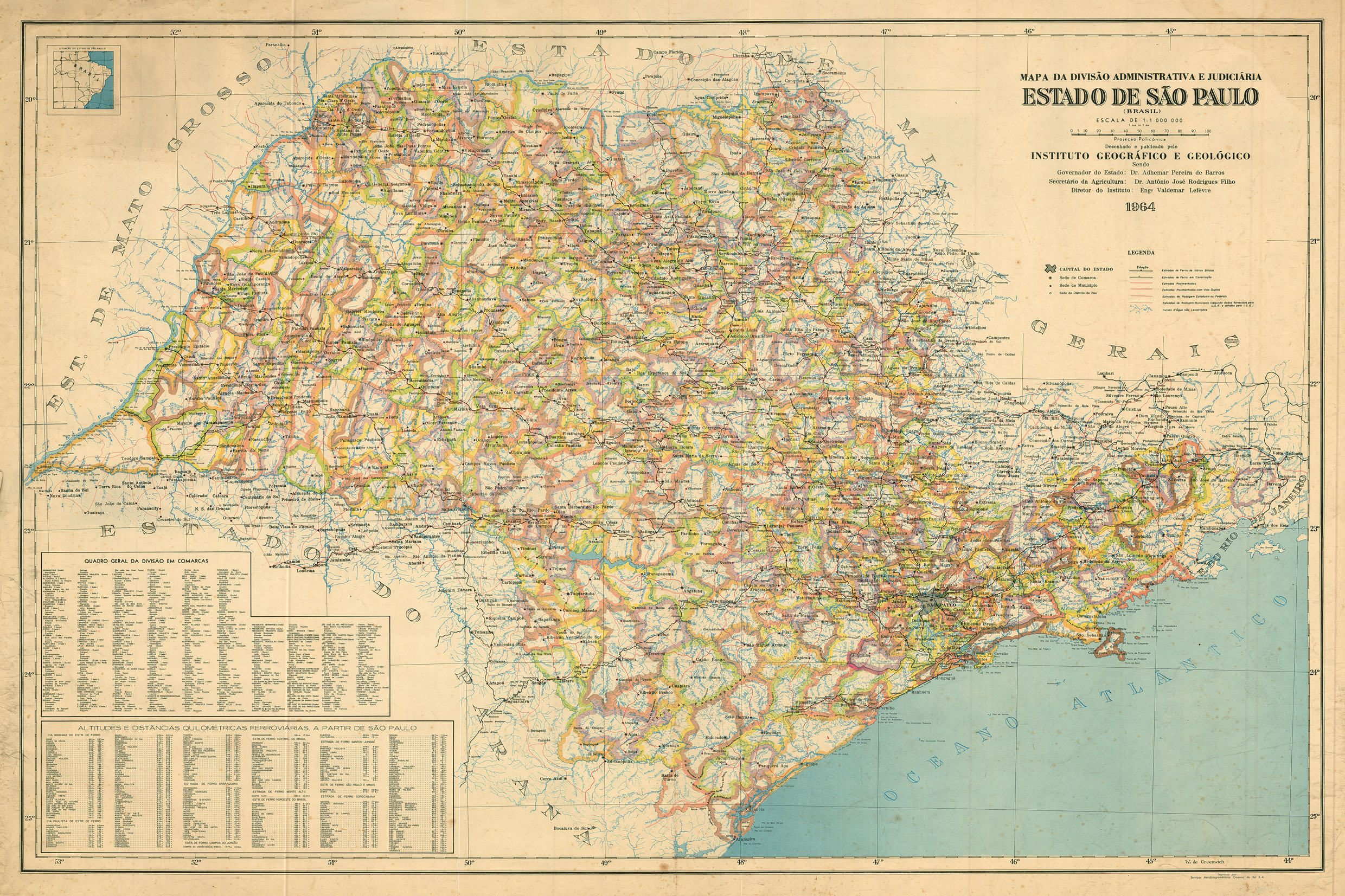
Karte des Bundesstaates São Paulo (1964).

## Persönlichkeiten
- Felipe Rodrigues da Silva (* 2001), Fußballspieler